# Linlithgow
Linlithgow (gaelico: Gleann Iucha, scozzese: Lithgae) (pronunciato lɪnˈlɪθgəʊ) è una città e un borgo reale in Scozia. Il patrono del borgo è san Michele arcangelo e il motto è St. Michael is kinde to strangers (San Michele è gentile con gli stranieri).

## Storia
Un tempo era la principale città del Lothian dell'ovest, conosciuto anche come Linlithgowshire, e dista circa 20 miglia a ovest da Edimburgo, lungo la via ferroviaria principale per Glasgow. Prima della costruzione delle autostrade M8 & M9 e del Forth Road Bridge, si trovava sulla principale strada che da Edimburgo conduce a Stirling, Perth e Inverness attraverso il sistema di canali collegato alle città di Edimburgo e di Glasgow. Il vicino villaggio di Blackness una volta serviva da porto del borgo.
La principale attrazione di Linlithgow sono le rovine del castello, luogo di nascita di Giacomo V e di Maria Stuarda, e probabilmente uno degli edifici tardo medioevali meglio conservati. Il presente palazzo fu iniziato sotto Giacomo I nel 1424. Fu bruciato nel 1746 e benché sia ancora in piedi nell'intera struttura, pochi sono gli arredi originali sopravvissuti.